# Omphalia colensoi
Omphalia colensoi är en svampart som först beskrevs av Miles Joseph Berkeley, och fick sitt nu gällande namn av Pier Andrea Saccardo 1887. Omphalia colensoi ingår i släktet Omphalia och familjen Tricholomataceae.   Inga underarter finns listade i Catalogue of Life.